# تان سینهاپور
تان سینهاپور (به لاتین: Than Sinhapur) یک روستا در بنگلادش است که در استان باریسال و در ناحیه پیروج‌پور واقع شده است.